# Collégiale Sainte-Croix de Schwäbisch Gmünd
La collégiale Sainte-Croix, en allemand Heilig-Kreuz-Münster (de 1761 à 1803 Stifts- und Kollegiatkirche zu Unserer Lieben Frau, familièrement connue sous le nom de Gmünder Münster), située à Schwäbisch Gmünd est une église paroissiale gothique construite vers 1320. L'édifice est une œuvre originale de la famille de maîtres d'œuvre Parler et la première grande église-halle du sud de l'Allemagne. La nef est achevée vers 1341. Après l'effondrement des tours, les travaux durent jusqu'en 1521.
Au début, l'église est dédiée alternativement à Notre-Dame et à Sainte-Croix. En 1926, l'évêque Paul Wilhelm von Keppler l'élève au statut de cathédrale de la Sainte-Croix (Münster zum Heiligen Kreuz). À l'occasion de ce changement de nom, la place de l'église environnante est également rebaptisée « Münsterplatz ».
La bâtiment est inscrit au registre des meilleures pratiques de sauvegarde de l'UNESCO depuis 2020.